# Giovanni Antonio Serbelloni
Giovanni Antonio Serbelloni (1519 - 18 de março de 1591) foi um cardeal italiano, bispo-emérito de Novara e decano do Colégio dos Cardeais.

## Biografia
Era filho de Giampiero Serbelloni e de Elisabetta Rainoldi. Era sobrinho do Papa Pio IV e primo dos cardeais Carlos Borromeu e Mark Sittich von Hohenems.

## Episcopado
Eleito bispo de Foligno, em 7 de maio de 1557, onde exerceu sua prelazia até 1560. Em 31 de janeiro, seu tio, o Papa Pio IV o cria cardeal, recebendo o barrete cardinalício e o título de cardeal-presbítero pro hac vice de São Jorge em Velabro em 14 de fevereiro. Nesse mesmo ano, passa a ser o bispo de Novara.

## Cardinalato
Em 1565, passa ao título de Santa Maria dos Anjos, retendo o de São Jorge em Velabro. Em 1570, passou ao título de São Pedro Acorrentado, depois ao de São Clemente e ao de Santo Ângelo em Pescheria pro hac vice, onde permanece até 1577.
Em 1574, resigna-se da diocese de Novara. Em 1577, passa ao título de Santa Maria em Trastevere.
Passou para a ordem dos cardeais-bispos e recebeu a suburbicária de Sabina em 9 de julho de 1578. Em 5 de outubro, assume a suburbicária de Palestrina. Em 1583, assume a suburbicária de Frascati, onde fica até 1587, quando assume a suburbicária de Porto e Santa Rufina.
Passa para a suburbicária de Óstia-Velletri em 2 de março de 1589, quando torna-se o Decano do Sacro Colégio dos Cardeais.

## Conclaves
- Conclave de 1565–1566 - participou da eleição do Papa Pio V.
- Conclave de 1572 - participou da eleição do Papa Gregório XIII.
- Conclave de 1585 - participou da eleição do Papa Sisto V.
- Conclave de setembro de 1590 - participou como decano da eleição do Papa Urbano VII.
- Conclave do outono de 1590 - participou como decano da eleição do Papa Gregório XIV.